# Rats (canción)
«Rats» es una canción de la banda de rock sueco Ghost. Esta fue el primer sencillo de su cuarto álbum, Prequelle. Alcanzó el puesto número uno en la lista Mainstream Rock Songs de Billboard en julio de 2018 y obtuvo una nominación al Grammy a la mejor canción de rock en la 61.ª edición de los Premios Grammy.

## Antecedentes y lanzamiento
La canción debutó el 12 de abril de 2018 en SiriusXM y se lanzó oficialmente al día siguiente. Este tema se convirtió en el primer sencillo del cuarto álbum de estudio de Ghost, Prequelle, que salió al mercado el 1 de junio. Al igual que con la música previa de la banda, Tobias Forge, junto a a los Nameless Ghouls, crearon esta canción. Sin embargo, fue la primera vez que Forge presentó su nuevo nombre artístico, Cardinal Copia, y contó con un conjunto distinto de músicos anónimos, ya que los integrantes anteriores abandonaron la banda en 2017 tras un litigio con Forge por cuestiones de regalías.  El vídeo musical de la canción también se estrenó el 13 de abril. Varios periodistas notaron similitudes en el estilo y la coreografía del vídeo con el icónico vídeo musical de Michael Jackson para su canción «Thriller».

## Composición
Forge compuso la canción con la intención de que fuera «un épico comienzo que dejara a todos atónitos al instante». Diseñada para ser interpretada como apertura en conciertos en grandes estadios, Forge buscaba evitar la sensación de estar encasillado en una sola canción de apertura, un dilema que identificó en los Rolling Stones con «Start Me Up». Previamente, había escrito «Square Hammer» con ese propósito. Metal Injection la describió como un sonido similar al de Ozzy Osbourne en los años 80, alabándola como «tan heavy metal como podría ser, con solos de guitarra impresionantes, una introducción de batería poderosa y riffs que evocan el espíritu del Ozzy de los años 80». Forge confirmó que la inspiración para la canción provino de presenciar a Osbourne abrir un concierto con «I Don't Know» de su álbum Blizzard of Ozz en los años 80.
La letra de la canción explora la tendencia de la humanidad a ser precipitada en sus juicios y aborda la mentalidad colectiva, según explicó Forge:

«En muchos aspectos, [la humanidad] ha dado pasos hacia atrás, retrocediendo a tiempos antiguos, cuando la gente se reunía en la plaza y recordaba la escena de La vida de Brian de Monty Python: '¡Apedréenlo! ¡Ra! ¡Ra! Ra! Los juicios públicos son poco supervisados y se llevan a cabo con extrema rapidez, apelando a las partes más primitivas de nosotros... En realidad, técnicamente no se trata de roedores, sino de algo que se propaga como un incendio y destruye completamente las cosas más rápido de lo que puedes imaginar. Así comenzó la peste en Europa.»
Forge

## Recepción
Greg Kennelty de Metal Injection elogió la canción por ser «más sombría» y «más intensa» que el material de su álbum previo, Meliora, y concluyó que «si anhelas algo similar al sonido del álbum debut de Ghost, Opus Eponymous, pero con un toque más contemporáneo, entonces 'Rats' te encantará». Por otro lado, Vince Neilstein de Metal Sucks también la alabó por sus riffs de guitarra pegadizos. Además, la letra de la canción también fue muy elogiada.

## Lista de canciones
| Descarga digital |        |          |  |
| N.º              | Título | Duración |  |
| 1.               | «Rats» | 4:22     |  |

| Sencillo de 7" / Lado A |        |          |  |
| N.º                     | Título | Duración |  |
| 1.                      | «Rats» | 4:22     |  |

| Sencillo de 7" / Lado B |                       |          |  |
| N.º                     | Título                | Duración |  |
| 1.                      | «Rats» (Instrumental) | 4:22     |  |

## Posicionamiento en listas

### Listas semanales
| Lista (2018)                            | Mejor posición |
| --------------------------------------- | -------------- |
| Bélgica (Ultratop)                      | 28             |
| Canadá (Billboard Rock)                 | 23             |
| Suecia (Sverigetopplistan)              | 83             |
| Estados Unidos (Billboard Rock Songs)   | 16             |
| Estados Unidos (Billboard Rock Airplay) | 11             |

### Listas anuales
| Lista (2018)                            | Mejor posición |
| --------------------------------------- | -------------- |
| Estados Unidos (Billboard Rock Songs)   | 50             |
| Estados Unidos (Billboard Rock Airplay) | 11             |